# Robert Keith (Schauspieler)
Robert Keith Richey (* 10. Februar 1898 in Fowler, Indiana; † 22. Dezember 1966 in Los Angeles) war ein US-amerikanischer Schauspieler und Theaterautor.

## Leben
Robert Keith war ein Charakterdarsteller in Theater und Film. 1927 wurde Hollywood auf ihn aufmerksam, als er am Broadway Erfolg mit seinem Stück The Tightwed hatte. Mit dem Aufkommen des Tonfilms wurde er in Hollywood zur Bearbeitung von Dialogen engagiert und trat ab 1930 erstmals auch als Schauspieler in Filmen auf. Keith ging jedoch 1932 zurück nach New York, wo er wieder Theater spielte und weitere Stücke schrieb. Erst nach dem Zweiten Weltkrieg kam er zurück in die Filmstadt, wo er in zahlreichen Nebenrollen von teils herausragenden Filmen zu sehen war. Insbesondere Vaterrollen waren eine Spezialität von Keith, die er beispielsweise in Der Wilde an der Seite von Marlon Brando oder in dem Melodram In den Wind geschrieben von Douglas Sirk darbot. Auch spielte er zahlreiche Rollen fürs Fernsehen, so stellte er in der Serie Auf der Flucht den Vater von Dr. Kimble (gespielt von David Janssen) dar.
Robert Keith war insgesamt viermal verheiratet. Aus seiner zweiten Ehe mit der Theaterschauspielerin Helena Shipman (1891–1983) zwischen 1920 und 1926 entstammt sein Sohn Brian Keith, der ebenfalls ein erfolgreicher Schauspieler wurde. Zwischen 1927 und der Scheidung 1929 war er mit der Schauspielerin Peg Entwistle verheiratet, die heute noch durch ihren spektakulären Suizid bekannt ist. Seine letzte Ehe mit Dorothy Tierney hielt schließlich von 1930 bis zu seinem Tod 36 Jahre später.

## Filmografie (Auswahl)
- 1924: The Other Kind of Love
- 1930: Abraham Lincoln
- 1931: Helden der Unterwelt (Bad Company)
- 1947: Bumerang (Boomerang!)
- 1947: Der Todeskuss (Kiss of Death)
- 1949: Angst vor der Schande (My Foolish Heart)
- 1950: Das Raubtier ist los (The Reformer and the Redhead)
- 1950: Auf des Schicksals Schneide (Edge of Doom)
- 1950: Das Brandmal (Branded)
- 1950: Einer weiß zuviel (Woman on the Run)
- 1951: Hochzeitsparade (Here Comes the Groom)
- 1951: Im Sturm der Zeit (I Want You)
- 1951: Vierzehn Stunden (Fourteen Hours)
- 1953: Arzt im Zwielicht (Battle Circus)
- 1953: Der Wilde (The Wild One)
- 1953: Hölle der Gefangenen (Devil’s Canyon)
- 1953: Small Town Girl
- 1955: Man soll nicht mit der Liebe spielen (Young at Heart)
- 1955: Tyrannische Liebe (Love Me or Leave Me)
- 1955: Schwere Jungs – leichte Mädchen (Guys and Dolls)
- 1956: In den Wind geschrieben (Written on the Wind)
- 1956: Feuertaufe (Between Heaven and Hell)
- 1956: Menschenraub (Ransom!)
- 1957: Tag ohne Ende (Men in War) – Regie: Anthony Mann
- 1957: Mein Mann Gottfried (My Man Godrey)
- 1958: Der Henker ist unterwegs (The Lineup)
- 1959: Sie kamen nach Cordura (They Came to Cordura)
- 1960: Cimarron
- 1961: Die gnadenlosen Vier (Posse from Hell)